# Cortes de Leiria de 1438
Finalmente, D. Duarte convocou Cortes para Leiria em 1438. Nelas se tratou dum problema da maior monta: o resgate do infante D. Fernando, que ficara como refém em Tânger como garantia da entrega da praça de Ceuta, já elevada a cidade. As opiniões mostraram-se divididas e não foi tomada qualquer resolução. O infante, como se sabe, acabaria por morrer no cativeiro.